# Fieldon
Fieldon es una villa ubicada en el condado de Jersey en el estado estadounidense de Illinois. En el Censo de 2010 tenía una población de 239 habitantes y una densidad poblacional de 461,39 personas por km².

## Geografía
Fieldon se encuentra ubicada en las coordenadas 39°6′31″N 90°29′58″O / 39.10861, -90.49944. Según la Oficina del Censo de los Estados Unidos, Fieldon tiene una superficie total de 0.52 km², de la cual 0.52 km² corresponden a tierra firme y (0%) 0 km² es agua.

## Demografía
Según el censo de 2010, había 239 personas residiendo en Fieldon. La densidad de población era de 461,39 hab./km². De los 239 habitantes, Fieldon estaba compuesto por el 99.16% blancos, el 0% eran afroamericanos, el 0.42% eran amerindios, el 0% eran asiáticos, el 0% eran isleños del Pacífico, el 0% eran de otras razas y el 0.42% pertenecían a dos o más razas. Del total de la población el 0% eran hispanos o latinos de cualquier raza.